# Atlanti-boreális tóparti gyepek

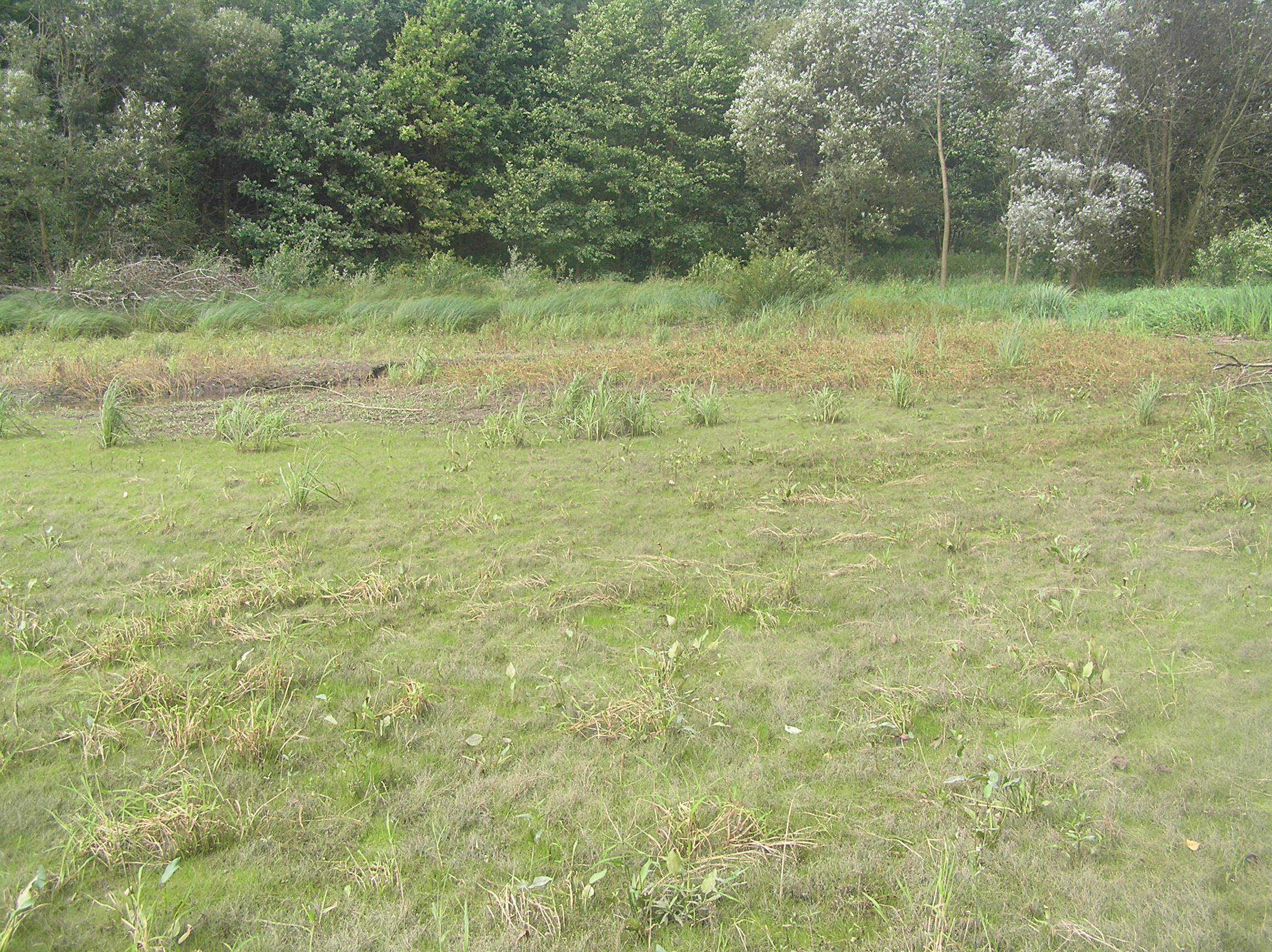
Savanyú csetkákás (az előtérben) — Csehország, Olomouci járás, Tršice falu határában

Az atlanti-boreális tóparti gyepek (Isoëto-Litorelletea Br.-Bl. & Vlieger, 1937) a mocsári és lápi növényzet egyik társulástani osztálya.

## Elterjedésük
Amint elnevezése is mutatja, fő elterjedési területe Európában a Kárpát-medencétől nyugatra és főképpen északra található: társulásai elsősorban az atlanti–szubatlanti és a boreális, hűvös, nedves éghajlatú területek síksági vagy hegyvidéki tavainak partjain terjedtek el.

## Megjelenésük, fajösszetételük
Alacsony termetű növényekből szubakvatikus vagy amfibikus, többé-kevésbé nyílt gyeptársulásai.
Jellemző fajok:
- közönséges durdafű (Isoëtes lacustris),
- fonalas szittyó (Juncus bulbosus),
- Litorella uniflora,
- fonalas csetkáka (Eleocharis acicularis),
- gázló (Hydrocotyle vulgaris),
- herelevelű mételyfű (Marsilea quadrifolia),
- lápi békabuzogány (Sparganium minimum).

## Termőhelyük
Mindig gyengén savanyú kémhatású, tápanyagszegény vízhez kötődnek, speciális talajigény nélkül. Nyugaton is viszonylag szűk ökológiájú társulások, amelyek nálunk csak különleges, többnyire enyhén oligotróf termőhelyeken, tőzegmohalápok vagy savanyú talajú síklápok lefolyói mentén alakulnak ki; igen ritkák és sérülékenyek.

## Rendszertani felosztásuk
Az osztály egyetlen rendjét magyarul savanyú talajú iszapnövényzetnek nevezzük (Litorelletalia uniflorae Koch 1926). Ezt a rendet Európában öt csoportra osztják:
- a Litorellion uniflorae a nedves kvarchomokon kialakuló társulásokat foglalja össze,
- a Hydrocotylo-Baldellion csoportba a változó nedvességű oligotróf parti övezetek társulásai tartoznak,
- a Samolo-Baldellion csoport társulásai a tengerközeli, időszakosan brakkvízzel öntözött területeken élnek,
- a Deschampsion litoralis a Bodeni-tó partjának kavicstakaróján élő reliktum társulás,
- a savanyú csetkákások (Eleocharition acicularis) csoportja a szubkontinentális övezet nedves homok- és kavicstakaróin kialakult társulásokat foglalja össze, így ebbe tartozik a teljes társulástani osztály egyetlen, Magyarországon is megtalálható növénytársulása:
  - savanyú iszaptársulás (Ranunculo flammulae-Gratioletum Borhidi & Juhász 1985).